# Frits-Axel Wiesel
Frits-Axel Tage Wiesel, född 14 november 1944 i Stockholm, död 3 november 2007, var en svensk psykiater. 
Wiesel var son till Fritz Wiesel och halvbror till Torsten Wiesel
Wiesel blev medicine kandidat vid Karolinska institutet (KI) 1968, medicine doktor där 1976, legitimerad läkare 1977, docent i farmakologi vid KI 1978, specialistkompetent i psykiatri 1982 och docent i psykiatri vid KI 1983. Han var amanuens och forskarassistent vid farmakologiska institutionen 1969–76, klinisk amanuens vid institutionen för psykiatri och psykologi 1982–84, klinisk lärare och biträdande överläkare vid institutionen för psykiatri och psykologi vid KI och Karolinska sjukhuset 1984–89, forskare vid Medicinska forskningsrådet 1984–89, professor i psykiatri vid Uppsala universitet och överläkare vid Akademiska sjukhuset, Ulleråkers sjukhusområde, från 1989 samt chefsöverläkare på psykiatriska kliniken vid sektorn. 
Wiesel var verksam främst inom schizofreniforskning och läkemedelsbehandling samt ledamot av Medicinska forskningsrådets prioriteringskommitté för psykiatrisk forskning.